# Фелтон, Марк
Марк Фелтон (англ. Mark Felton; род. 1974) — британский историк Второй мировой войны и автор более 20 книг.

## Ранняя жизнь и образование
Марк Фелтон родился в городе Колчестер, графстве Эссекс, и получил образование в школе Филипа Моранта. Он получил степень бакалавра истории с английским языком в Anglia Polytechnic University, имеет сертификат последипломного образования в области политологии, степень магистра в области индейских исследований и докторскую степень в области истории, все из Университета Эссекса.

## Карьера
Марк читал лекции в Шанхае, Китай, с 2005 по 2014 год, в Фуданьском университете. Он также работал волонтером в Королевском Британском легионе, организовывая ежегодный призыв к маку в Восточном Китае в 2010-2014 годах. По просьбе британского премьер-министра Дэвида Кэмерона он помог консульству Великобритании в Шанхае обнаружить могилы четырех британских солдат, убитых японцами в 1937 году, и был награжден Почетной грамотой Королевского Британского легиона.
Фелтон появлялся на телевидении в качестве эксперта по военной истории, в том числе в сериалах «Combat Trains» (The History Channel), «Top Tens of Warfare» (Quest TV) и «Evolution of Evil» (American Heroes Channel). Его книга «Zero Night» о побеге из немецкого лагеря для военнопленных привлекла большое внимание критиков и стала темой документального фильма «Three Minutes of Mayhem» на радио BBC. Книга Zero Night была передана компании Essential Media для создания художественного фильма
В 2016 году книга Фелтона «Castle of the Eagles: Escape from Mussolini's Colditz», в которой рассказывается о побеге британских генералов из замка Винчильята в 1943 году, была выбрана компанией Entertainment One для создания художественного фильма.  В 2017 году Марк запустил свой первый канал на YouTube «Mark Felton Productions», посвящённый историческим темам. К январю 2021 года его канал превысил один миллион подписчиков, увеличившись до 1,5 миллиона к ноябрю 2021 года.  26 ноября 2019 года Фелтон создал второй канал «War Stories with Mark Felton» (Военные Истории с Марком Фелтоном), на котором он читает отрывки из своих книг. К июлю 2022 года его второй канал набрал более 281 000 подписчиков.

## Критика
В 2018 году его книга «Ghost Riders: When US and German Soldiers Fought Together to Save the World's Most Famous Horses in the Last Desperate Days of World War II» подверглась критике в российских СМИ за обвинение советских солдат в готовности убить лошадей ради мяса, заявление об угрозе уничтожения породы из-за действий советских войск, утверждение о спасении лошадей только благодаря американцам, а также за предполагаемое искажение роли СССР во Второй мировой войне.
Немецкий танковый музей обвинил Фелтона в распространении ложных сведений о продаже музеем танка Tiger I, в необоснованных спекуляциях относительно изъятия государством найденной военной техники, в игнорировании запроса музея на уточнение информации и в искажении фактов ради сенсационности в своих публикациях.

## Личная жизнь
Фелтон живет в Норидже с женой и сыном.